# Ботрайт, Джим
Джеймс Эрл (Джим) Ботрайт (англ. James Earl 'Jim' Boatwright; 10 декабря 1951, Туин-Фолс, Айдахо — 11 февраля 2013, Кетчум, Айдахо) — американский и израильский профессиональный баскетболист и баскетбольный тренер. Двукратный обладатель Кубка европейских чемпионов (1977, 1981), семикратный чемпион Израиля и шестикратный обладатель Кубка Израиля в составе клуба «Маккаби» (Тель-Авив).

## Биография
Джим Ботрайт родился в Туин-Фолс (Аризона) в конце 1951 года. В 1970 году он окончил среднюю школу «Минико» в Туин-Фолс и поступил в университет штата Юта, окончив его в 1974 году со степенью бакалавра политологии. После окончания университета он уехал в Европу, где провёл восемь лет в составе баскетбольного клуба «Маккаби» (Тель-Авив) и получил израильское гражданство.
Вернувшись в США, Ботрайт работал тренером сначала в Юте (в том числе в 1989—1991 годах как помощник главного тренера в университете штата Юта), а затем в Афтоне (Вайоминг), где привёл команду местной школы «Стар-Вэлли» к званию чемпионов штата и был назван школьным тренером года в Вайоминге. Позже он преподавал в школах Аризоны и Калифорнии. В начале XXI века Ботрайт вернулся в Айдахо, где также работал школьным баскетбольным тренером. Его последним местом работы стала школа Вуд-Ривер в городе Хейли, где он дополнительно преподавал историю. В феврале 2013 года, после 23 лет тренерской и преподавательской работы, Ботрайт уволился, чтобы пройти курс лечения от рака печени, но несколькими днями позже скончался в Кетчуме (Айдахо). Похоронен в Руперте (округ Минидока, Айдахо). Его сын, Дэниел, родившийся в 1981 году в Тель-Авиве, умер в 2006 году от сердечной недостаточности; помимо Дэниела, у Джима Ботрайта были три дочери, пережившие отца.

## Игровая карьера
В школе Джим Ботрайт увлекался как баскетболом, так и гольфом и лёгкой атлетикой. В старших классах он играл за сборную туинфолсской средней школы «Минико» и дважды подряд, в 1969 и 1970 годах, приводил её к званию чемпионов штата, в 11-м классе набирая в среднем по 37 очков за игру. Он также установил рекорд школы по броскам со штрафной линии. Эти результаты принесли ему место в символической любительской сборной США и десятке лучших школьников-баскетболистов страны, а впоследствии — в Зале баскетбольной славы Айдахо.
После окончания школы Ботрайт три года выступал за баскетбольную сборную университета штата Юта. В 67 из 78 игр в сборной университета он входил в стартовую пятёрку, в третий и четвёртый годы обучения был лучшим бомбардиром команды и с 1238 очками за карьеру (в среднем 15,9 очка за игру) до настоящего времени входит в двадцатку лучших бомбардиров университета всех времён. В 1973 году он набирал за игру в среднем по 18,7 очка и 7,8 подбора, установив также рекорд вуза по штрафным броскам: в матче со сборной университета штата Луизиана он реализовал 100 % штрафных бросков — 14 из 14 возможных. В 1974 году, на последнем курсе учёбы, Ботрайт набирал по 18,5 очка и 7,2 подбора за игру. По итогам этого сезона он был признан лучшим спортсменом университета и включён в символическую студенческую сборную Северной Америки.
По окончании учёбы Ботрайт отправился в Европу, где сумел обратить на себя внимание руководства израильского баскетбольного клуба «Маккаби» (Тель-Авив). Попав в состав «Маккаби», Ботрайт выступал за эту команду семь лет подряд, за это время завоевав семь титулов чемпиона Израиля и шесть Кубков Израиля. За время выступлений в Израиле он зарекомендовал себя как блестящий бомбардир, хладнокровный и надёжный в решающие моменты игры, хотя спортивный обозреватель газеты «Га-Арец» Узи Дан и отмечает его нелюбовь делиться мячом с товарищами по команде.
Ботрайт был непосредственным участником и одним из лидеров «Маккаби» в его первые победные сезоны в Кубке европейских чемпионов ФИБА. В сезоне 1976/77 годов в финальном матче против итальянского клуба «Мобилджирджи» Джимбо, как его называли в команде, принёс «Маккаби» последние восемь очков в игре, выигранной с общим счётом 78:77, а всего за матч набрал 26 очков, став лучшим бомбардиром финала. Этот результат особенно примечателен, учитывая, что в это время в Европе ещё не были введены трёхочковые броски. Через четыре года Ботрайт, сменивший на посту капитана «Маккаби» Таля Броди, снова сыграл ключевую роль в победе в финальном матче против болонского «Виртуса». В этой игре Ботрайт, никогда не проявлявший особых талантов в обороне, в решающий момент за 9 секунд до конца матча вынудил лидера соперников, Марко Бонамико, нарушить правила в атаке. «Маккаби» в итоге опять одержал победу с разницей в одно очко.
Получив по ходу сезона 1976/77 годов израильское гражданство, Джимбо впоследствии выступал за сборную Израиля. В общей сложности он провёл за команду 25 игр, в том числе в предолимпийском отборочном турнире 1980 года и на чемпионате Европы 1981 года. На предолимпийском турнире Ботрайт с товарищами по команде обеспечили сборной Израиля место на московской Олимпиаде, от которого Израиль затем отказался, присоединившись к бойкоту Олимпиады западными странами. На чемпионате Европы сборная при участии Ботрайта пробилась в финальную шестёрку, заняв в ней последнее место. Сам Джимбо сыграл на этом турнире неровно: наряду с высокорезультативными играми против сборных СССР (21 очко), Югославии и Чехословакии (по 16 очков) он почти не забивал в играх с греками и испанцами, а в матче с командой Франции не набрал ни одного очка.
По окончании триумфального сезона 1980/81 годов Джим Ботрайт завершил игровую карьеру. За семь лет в «Маккаби» он набрал 2373 очка во внутренних израильских играх и 1481 очко в европейских клубных турнирах. В среднем за эти семь лет он набирал почти по 16 очков за игру.

## Статистика в NCAA
| Сезон | Команда   | Conf  | Class | GP | GS | MPG | FG%  | 3P% | FT%  | RPG | APG | SPG | BPG | PPG  |
| --- | --------- | ----- | ----- | -- | -- | --- | ---- | --- | ---- | --- | --- | --- | --- | ---- |
| 1971/72 | Юта Стэйт |       | SO    | 26 | 15 |     | 51,5 |     | 77,6 | 5,7 | 0,8 |     |     | 10,4 |
| 1972/73 | Юта Стэйт |       | JR    | 26 |    |     | 52,0 |     | 81,7 | 7,7 |     |     |     | 18,7 |
| 1973/74 | Юта Стэйт |       | SR    | 26 | 26 |     | 52,5 |     | 80,6 | 7,2 | 1,3 |     |     | 18,5 |
| Всего | Всего     | Всего | Всего | 78 | 41 |     | 52,1 |     | 80,1 | 6,9 | 0,7 |     |     | 15,9 |
| Наведите курсор мыши на аббревиатуры в заголовке таблицы, чтобы прочесть их расшифровку Статистика приведена с сайта sports-reference.com |           |       |       |    |    |     |      |     |      |     |     |     |     |      |